# Partito Liberale (Ungheria)
Il Partito Liberale (in ungherese: Szabadelvű Párt - SP) fu un partito politico ungherese di orientamento liberale esistito dal 1875 al 1906.

## Storia
Il partito venne fondato nel febbraio del 1875 con l'unione del Partito Deák e del Balközép. Ottenne la maggioranza alle elezioni ungheresi del 1875, grazie alla figura carismatica di Kálmán Tisza, proveniente dal Balközép, che divenne primo ministro. Tisza rimase primo ministro in Ungheria sino al 1890, ed utilizzando la violenza, il partito riuscì a conservare la maggioranza parlamentare sino alle elezioni del 1905 che videro prevalere invece il Partito "Indipendenza e '48". L'anno successivo il partito venne sciolto.
Il partito passò delle leggi per l'emancipazione degli ebrei e nominò degli ebrei a cariche parlamentari (sia nella camera alta che in quella bassa) dal 1867. In cambio, molti furono gli ebrei a supportare il partito. Molti distretti di Budapest, dove gli ebrei costituivano più della metà dei votanti, votarono quasi all'unanimità la formazione partitica che ovviamente rappresentava anche i loro interessi.